# Campionati europei di atletica leggera 1938 - Staffetta 4×400 metri
La staffetta 4×400 metri maschile ai campionati europei di atletica leggera 1934 si svolse il 5 settembre 1938.

## Podio
| Oro     | Germania Hermann Blazejezak, Manfred Bues, Erich Linnhoff, Rudolf Harbig              |
| Argento | Gran Bretagna Jack Barnes, Alfred Baldwin, Alan Pennington, Godfrey Brown             |
| Bronzo  | Svezia Lars Nilsson, Carl-Henrik Gustafsson, Bertil Thomasson, Bertil von Wachenfeldt |

## Risultati
| Pos.    | Nazione       | Atleti                                                                         | Tempo  | Note                  |
| ------- | ------------- | ------------------------------------------------------------------------------ | ------ | --------------------- |
| Oro     | Germania      | Hermann Blazejezak, Manfred Bues, Erich Linnhoff, Rudolf Harbig                | 2'13"7 | Record dei campionati |
| Argento | Gran Bretagna | Jack Barnes, Alfred Baldwin, Alan Pennington, Godfrey Brown                    | 3'14"9 |                       |
| Bronzo  | Svezia        | Lars Nilsson, Carl-Henrik Gustafsson, Bertil Thomasson, Bertil von Wachenfeldt | 3'17"3 |                       |
| 4       | Francia       | Joseph Bertolino, André Gardien, Jacques Lévèque, Prudent Joye                 | 3'18"3 |                       |
| 5       | Italia        | Angelo Ferrario, Gioacchino Dorascenzi, Otello Spampani, Mario Lanzi           | 3'19"7 |                       |
| 6       | Ungheria      | Gyula Gyenes, Ferenc Temesvári, József Vadas, János Görkói                     | 3'22"9 |                       |